# Ramize Erer
Ramize Erer (ur. 1963 w Kırklareli) – turecka rysowniczka, autorka komiksów, malarka, autorka opowiadań, uznawana za jedną z czołowych przedstawicielek kobiecej satyry w Turcji. 

## Życiorys
Studiowała malarstwo na Uniwersytecie Sztuk Pięknych Mimar Sinan, który ukończyła w 1990. W okresie dorastania zainteresowała się literaturą feministyczną, która miała istotny wpływ na jej światopogląd – miała pomóc jej poczuć się silniejszą oraz uświadomić sobie, że doświadczenia, których doznaje jako kobieta, są wspólne dla wielu innych kobiet.
Zadebiutowała na początku lat 80. na łamach legendarnego magazynu satyrycznego „Gırgır”. W kolejnych latach współpracowała z wieloma czołowymi czasopismami i gazetami humorystycznymi w kraju. Określana mianem „feministycznej rysowniczki”, w swojej twórczości porusza tematykę relacji płci i stereotypów związanych z rolami społecznymi kobiet w tureckim społeczeństwie.
W 2011 została redaktorką naczelną pisma „Bayan Yani”, uznawanego za „pierwszy i jedyny humorystyczny magazyn kobiecy na świecie”. Obecnie mieszka we Francji. W styczniu 2017, w ramach niezależnej części festiwalu komiksu w Angoulême (F.OFF), otrzymała nagrodę Couilles au cul za artystyczną odwagę.